# Kiels voetbalkampioenschap 1916/17
In 1916/17 werd het twaalfde Kiels voetbalkampioenschap gespeeld, dat georganiseerd werd door de Noord-Duitse voetbalbond. 
Holstein Kiel werd kampioen en plaatste zich voor de Noord-Duitse eindronde. De club verloor in de eerste ronde van Borussia Harburg.

## Eindstand
| Plaats | Club                  | Wed. | W | G | V | Saldo | Ptn  |
| ------ | --------------------- | ---- | - | - | - | ----- | ---- |
| 1.     | SV Holstein Kiel      | 9    | 9 | 0 | 0 | 74:9  | 18:0 |
| 2.     | FC Kilia Kiel         | 10   | 7 | 0 | 3 | 43:14 | 14:6 |
| 3.     | FK Union 08 Kiel      | 10   | 7 | 0 | 3 | 26:28 | 14:6 |
| 4.     | 1. Kieler FV 1900     | 11   | 4 | 0 | 7 | 25:36 | 8:14 |
| 5.     | SC Olympia Neumünster | 8    | 3 | 0 | 5 | 16:28 | 6:10 |
| 6.     | TS 1864 Kiel          | 10   | 2 | 0 | 8 | 13:60 | 4:16 |
| 7.     | FV Teutonia Kiel      | 8    | 1 | 0 | 7 | 6:27  | 2:14 |

|  | Kampioen |